# Roger Mancienne
Roger Mancienne (* 12. Dezember 1947 auf Mahé (Seychellen)) ist ein Politiker von den Seychellen, der seit dem 28. Oktober 2020 Sprecher der dortigen Nationalversammlung ist.

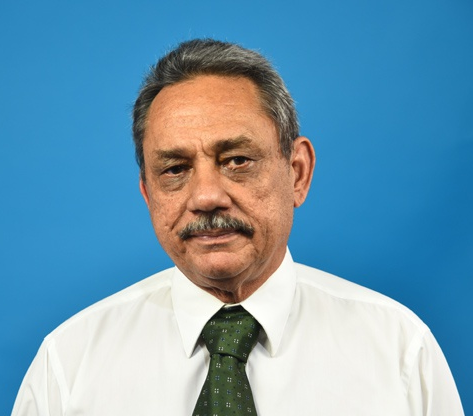
Roger Mancienne (2016)

## Leben
Er besuchte während seiner Schulzeit die Grand Anse Mahe Primary School. Nachdem er ein Stipendium erworben hatte, besuchte er das Seychelles College. 1966 schloss er ein Studium an der Universität Cambridge ab. 1971 erwarb er einen Bachelor of Arts am Coe College in Cedar Rapids in Iowa (USA) und schloss außerdem ein Aufbaustudium in Linguistik am Moray House College in Edinburgh ab.
1971 trat er als Englischlehrer eine Stelle im Bildungsministerium der Seychellen an und arbeitete dort ebenfalls von 1976 bis 1979 als Lehrplanentwicklungsbeauftragter. Während dieser Zeit engagierte er sich auch in der Seychelles Teachers Union, deren Vorsitzender er zwei Jahre lang war. Er war auch in der Seychelles Civil Servants' Union aktiv.
1979 wurde er wegen seines Widerstands gegen den Putsch und das daraus resultierende Einparteienregime inhaftiert. Von da an begann er seine oppositionellen Aktivitäten. 1991 wurde er Gründungsmitglied der politischen Partei Parti Seselwa – der ersten formellen Oppositionsorganisation auf den Seychellen, die sich später zur Seychelles National Party zusammenschloss. Er gründete auch die Oppositionszeitung Regar. Bei den Parlamentswahlen 1993 kandidierte er erstmals für die Nationalversammlung.
Er war bei der Präsidentschaftswahl 2015 der Vizepräsidentschaftskandidat der Seychelles National Party. Nach den Wahlen 2020 wurde er zum Sprecher der Nationalversammlung gewählt.